# Z dnia na dzień (film)
Z dnia na dzień – polski film niemy z 1929 roku. Film jest adaptacją powieści Ferdynanda Goetela o tym samym tytule.

## Obsada
- Irena Gawęcka (Marusia Radziejowska),
- Maria Gorczyńska (Katia),
- Wiesław Gawlikowski (mąż Marusi),
- Adam Brodzisz (Jerzy),
- Władysław Walter,
- Jerzy Kobusz,
- Lucjan Żurowski,
- Lech Owron (sędzia wojskowy)